# 比安卡·聖喬治
比安卡·羅斯·聖喬治（英語：Bianca Rose St-Georges；1997年7月28日—）是一名加拿大職業女子足球員，在場上司職中場。

## 生平

### 俱樂部生涯
2025年3月，聖喬治以自由身加盟猶他皇家。3月15日，聖喬治在賽季揭幕戰上攻入一球，協助球隊以1-1逼平海灣足球俱樂部。

### 國家隊生涯
2013年，聖喬治入選加拿大U-17女足，協助球隊奪得當年的中北美U-17錦標賽亞軍並晉級次年的U-17世界盃
2015年，聖喬治入選加拿大U-20女足，協助球隊奪得當年的中北美U-20錦標賽亞軍並晉級次年的U-20世界盃。
2021年，聖喬治第一次入選大國家隊集訓營，但由於半月板受傷而被迫中途退出。2021年6月11日，聖喬治在加拿大女足對戰捷克女足的友誼賽上迎來了自己的大國家隊首秀。

## 外部連結
- 比安卡·聖喬治在加拿大足球協會
- Soccerway資料庫：比安卡·聖喬治
- 比安卡·聖喬治的Instagram帳戶